# Fryderyk III (burgrabia Norymbergi)
Fryderyk III (burgrabia Norymbergi) (ur. około 1220, zm. 14 sierpnia 1297)  – hrabia von Zollern, burgrabia Norymbergi w latach 1260–1297. Był czwartym burgrabią norymberskim pochodzącym z rodu Hohenzollernów.
Był synem Konrada I. Był dwukrotnie żonaty:
W 1246 poślubił Elisabeth (Elżbietę) von Andechs-Meranien (Merańską) (zm. 1272), z którą miał nst. dzieci:
- Johanna (zm. 1262)
- Zygmunta (zm. 1262)
- Marię (zm. 1298)
- Adelheidę (zm. ok. 1306)
- Elżbietę (zm ok. 1288)

W 1275 poślubił Helenę von Sachsen (Saksońską) (zm. 1309), z którą miał troje dzieci:
- Jana I (burgrabiego Norymbergi)  (ok. 1279–1300)
- Annę (zm. 1355),
- Fryderyka IV (burgrabiego Norymbergi) (ok. 1287–1332)[1]

## Zobacz
- Burgrabstwo Norymbergi